# Parrocchie dell'arcidiocesi di Urbino-Urbania-Sant'Angelo in Vado

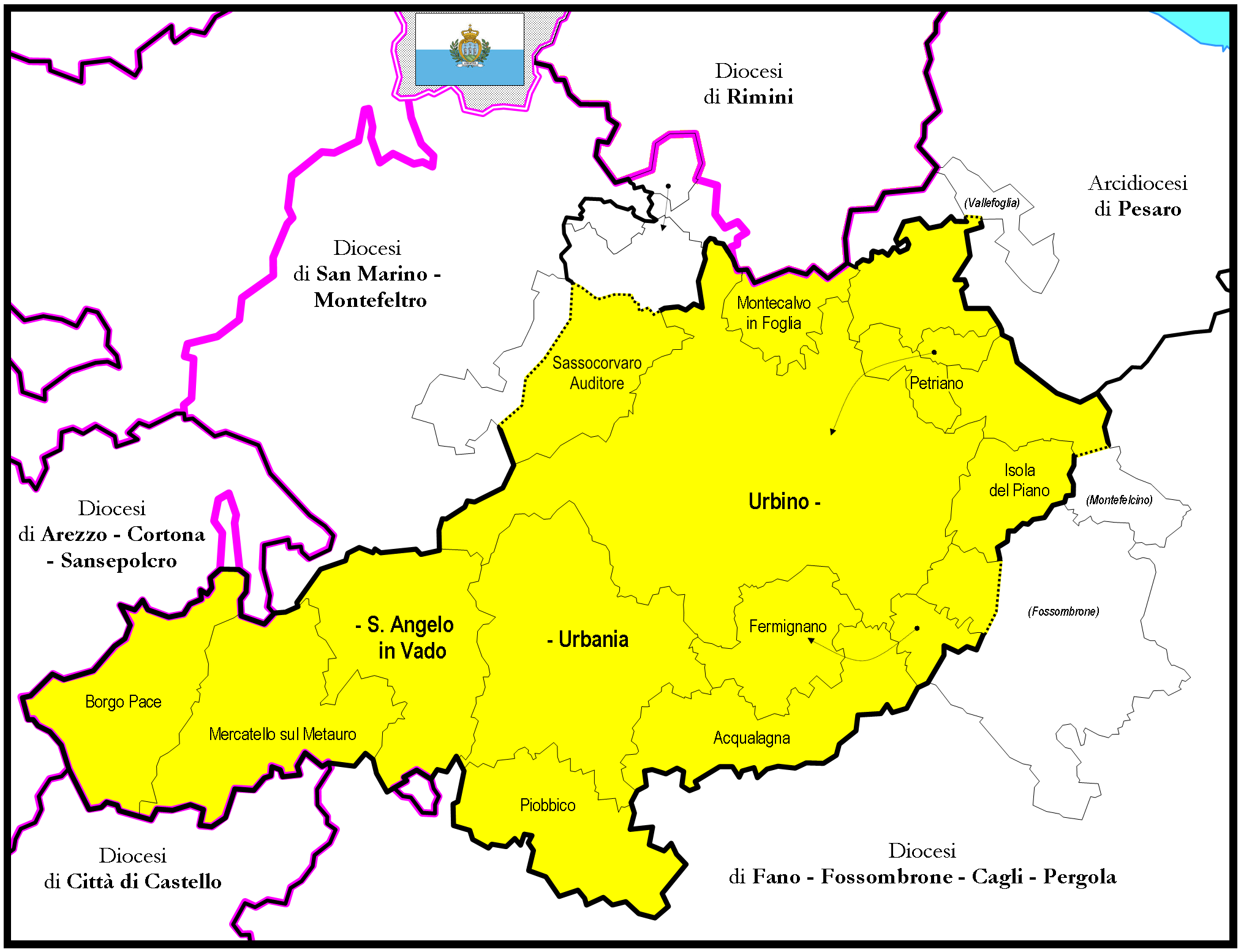
Il territorio della diocesi

## Unità pastorali
La diocesi è organizzata in 6 unità pastorali.

### Unità pastorale di Urbino
| Parrocchia                           | Patrono                           | Comune | Frazione/Quartiere     | Web |
| ------------------------------------ | --------------------------------- | ------ | ---------------------- | --- |
| Santa Maria Assunta nella Cattedrale | Santa Maria Assunta               | Urbino | centro                 |     |
| Santissima Annunziata                | Santa Maria Annunziata            | Urbino | Santissima Annunziata  |     |
| Castelcavallino                      | San Cassiano                      | Urbino | Castelcavallino        |     |
| Gadana                               | Santa Maria Assunta               | Urbino | Gadana                 |     |
| La Torre                             | San Tommaso Apostolo              | Urbino | Torre San Tommaso      |     |
| Mazzaferro                           | Santa Maria de Cruce              | Urbino | Mazzaferro             |     |
| Pallino e Ca' Staccolo               | San Martino e Sacro Cuore di Gesù | Urbino | Pallino e Ca' Staccolo |     |
| Pozzuolo                             | San Giovanni Battista             | Urbino | Pozzuolo               |     |
| San Cipriano                         | San Cipriano                      | Urbino | centro                 |     |
| San Donato                           | San Donato                        | Urbino | San Donato             |     |
| Trasanni                             | Cristo Re                         | Urbino | Trasanni               |     |

### Unità pastorale di Massa Trabaria
| Parrocchia                          | Patrono               | Comune                 | Frazione/Quartiere | Web |
| ----------------------------------- | --------------------- | ---------------------- | ------------------ | --- |
| Sant'Angelo in Vado - Concattedrale | San Michele Arcangelo | Sant'Angelo in Vado    | centro             |     |
| Borgo Pace                          | Santa Maria Nuova     | Borgo Pace             | centro             |     |
| Mercatello sul Metauro              | Santa Veronica        | Mercatello sul Metauro | centro             |     |
| Lamoli                              | San Michele Arcangelo | Borgo Pace             | Lamoli             |     |

### Unità pastorale di Urbania
| Parrocchia              | Patrono                | Comune  | Frazione/Quartiere    | Web |
| ----------------------- | ---------------------- | ------- | --------------------- | --- |
| Urbania - Concattedrale | San Cristoforo Martire | Urbania | centro                |     |
| San Giorgio di Piano    | San Giorgio Martire    | Urbania | Orsaiola              |     |
| Santa Maria del Piano   | Santa Maria del Piano  | Urbania | centro-ovest          |     |
| San Pietro              | San Pietro Apostolo    | Urbania | Muraglione            |     |
| Peglio                  | San Fortunato di Todi  | Peglio  | centro                |     |
| San Giovanni in Petra   | San Giovanni Battista  | Peglio  | San Giovanni in Petra |     |

### Unità pastorale di Candigliano
| Parrocchia           | Patrono                       | Comune     | Frazione/Quartiere | Web |
| -------------------- | ----------------------------- | ---------- | ------------------ | --- |
| Candigliano          | San Vincenzo Martire          | Urbania    | Candigliano        |     |
| Acqulagna            | Santa Lucia vergine e martire | Acqualagna | centro             |     |
| Pelingo              | Santa Maria                   | Acqualagna | Pelingo            |     |
| Piobbico             | Santo Stefano Protomartire    | Piobbico   | centro             |     |
| Pole                 | San Giovanni Bosco            | Acqualagna | Pole               |     |
| San Donato del Piano | San Donato                    | Piobbico   | Piano              |     |
| Val d'Abisso         | Santa Maria                   | Piobbico   | Val d'Abisso       |     |

### Unità pastorale del Metauro
| Parrocchia              | Patrono                    | Comune      | Frazione/Quartiere | Web |
| ----------------------- | -------------------------- | ----------- | ------------------ | --- |
| Fermignano              | Santa Veneranda            | Fermignano  | centro             |     |
| Calmazzo                | Santa Maria del Carmine    | Fossombrone | Calmazzo           |     |
| Calpino                 | Cristo Lavoratore          | Fermignano  | Calpino            |     |
| Canavaccio              | Santa Maria Assunta        | Urbino      | Canavaccio         |     |
| Gaifa                   | Santo Stefano Protomartire | Urbino      | Pieve di Gaifa     |     |
| Iscleto                 | San Silvestro              | Fermignano  | San Silvestro      |     |
| Santa Barbara           | Santa Barbara              | Fermignano  | centro             |     |
| Santa Maria in Repuglie | Santa Maria                | Fermignano  | Ca' Lagostina      |     |

### Unità pastorale Apsa
| Parrocchia      | Patrono                | Comune          | Frazione/Quartiere | Web |
| --------------- | ---------------------- | --------------- | ------------------ | --- |
| Petriano        | San Martino Vescovo    | Petriano        | centro             |     |
| Colbordolo      | San Giovanni Battista  | Vallefoglia     | Colbordolo         |     |
| Fontecorniale   | Santa Barbara          | Montefelcino    | Fontecorniale      |     |
| Gallo           | Santa Maria Immacolata | Petriano        | Gallo              |     |
| Isola del Piano | San Cristoforo         | Isola del Piano | centro             |     |
| Montefabbri     | San Gaudenzio          | Vallefoglia     | Montefabbri        |     |
| Monteguiduccio  | San Giovanni Battista  | Montefelcino    | Monteguiduccio     |     |
| Talacchio       | San Michele Arcangelo  | Montefelcino    | Talacchio          |     |
| Morciola        | Santa Maria Annunziata | Vallefoglia     | Morciola           |     |
| Scotaneto       | Sant'Andrea Apostolo   | Isola del Piano | Scotaneto          |     |

### Unità pastorale Foglia
| Parrocchia               | Patrono                | Comune                | Frazione/Quartiere       | Web |
| ------------------------ | ---------------------- | --------------------- | ------------------------ | --- |
| Montecalvo in Foglia     | San Nicolò Vescovo     | Montecalvo in Foglia  | centro                   |     |
| Borgo Massano            | San Giorgio Martire    | Montecalvo in Foglia  | Borgo Massano            |     |
| Ca' Gallo                | San Silvestro          | Montecalvo in Foglia  | Ca' Gallo                |     |
| Pieve di Cagna           | San Giovanni Battista  | Urbino                | Pieve di Cagna           |     |
| Sassocorvaro             | San Giovanni Battista  | Sassocorvaro Auditore | Sassocorvaro             |     |
| Schieti                  | San Giovanni Decollato | Urbino                | Schieti                  |     |
| San Donato in Taviglione | San Donato             | Sassocorvaro Auditore | San Donato in Taviglione |     |